# آلباتروس دی.۵
آلباتروس دی وی (به انگلیسی: Albatros_D.V) یک هواگرد از نوع هواپیمای جنگنده ساخت شرکت آلباتروس فلوکتسایک‌ورک در آلمان است. هواگرد آلباتروس دی وی نخستین پروازش را در آوریل ۱۹۱۷ میلادی انجام داد. در مجموع، تعداد حدود ۲۵۰۰ فروند از این هواگرد ساخته شده‌است.
طراح این هواگرد، رابرت تیلن مهندس آلمانی بود.

## نگارخانه

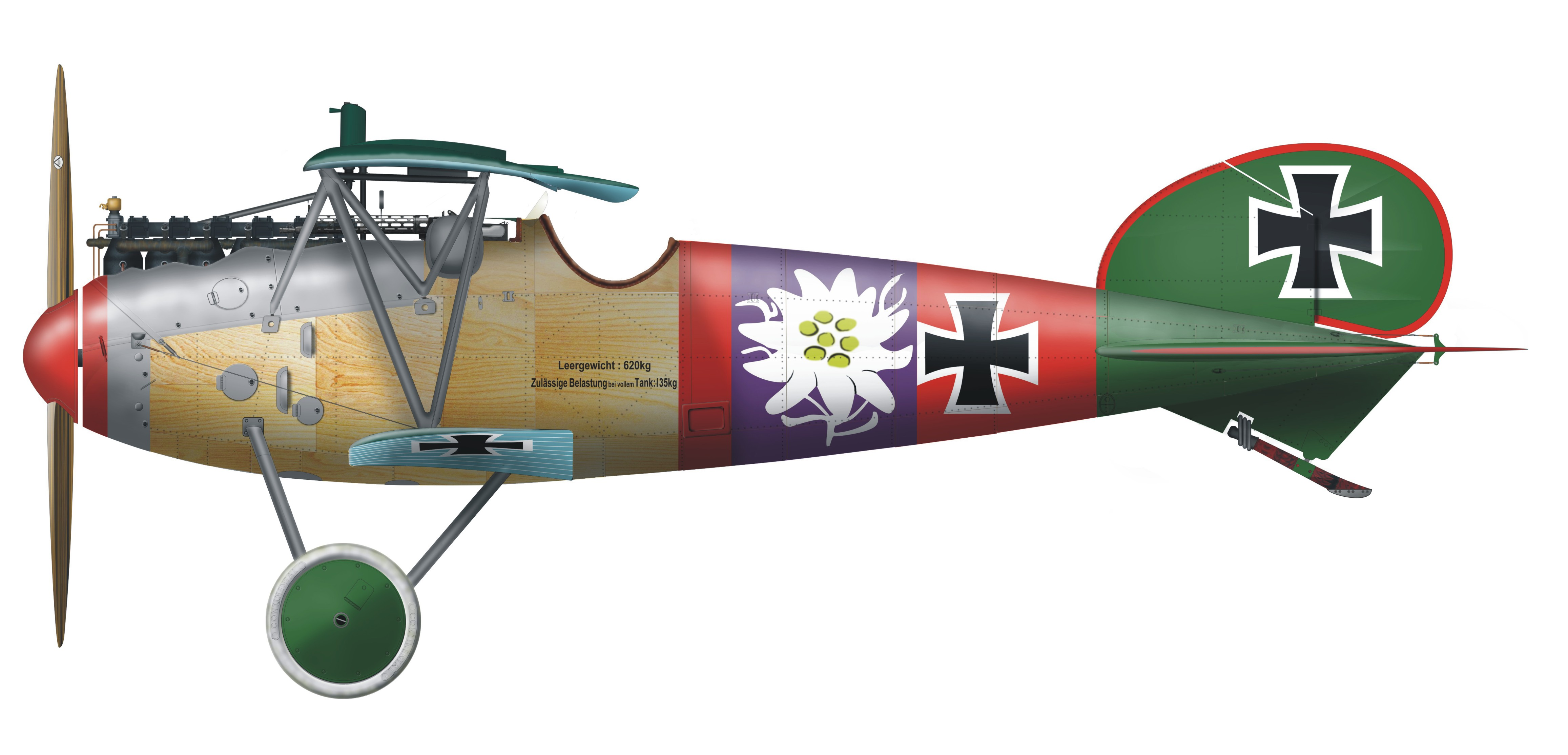
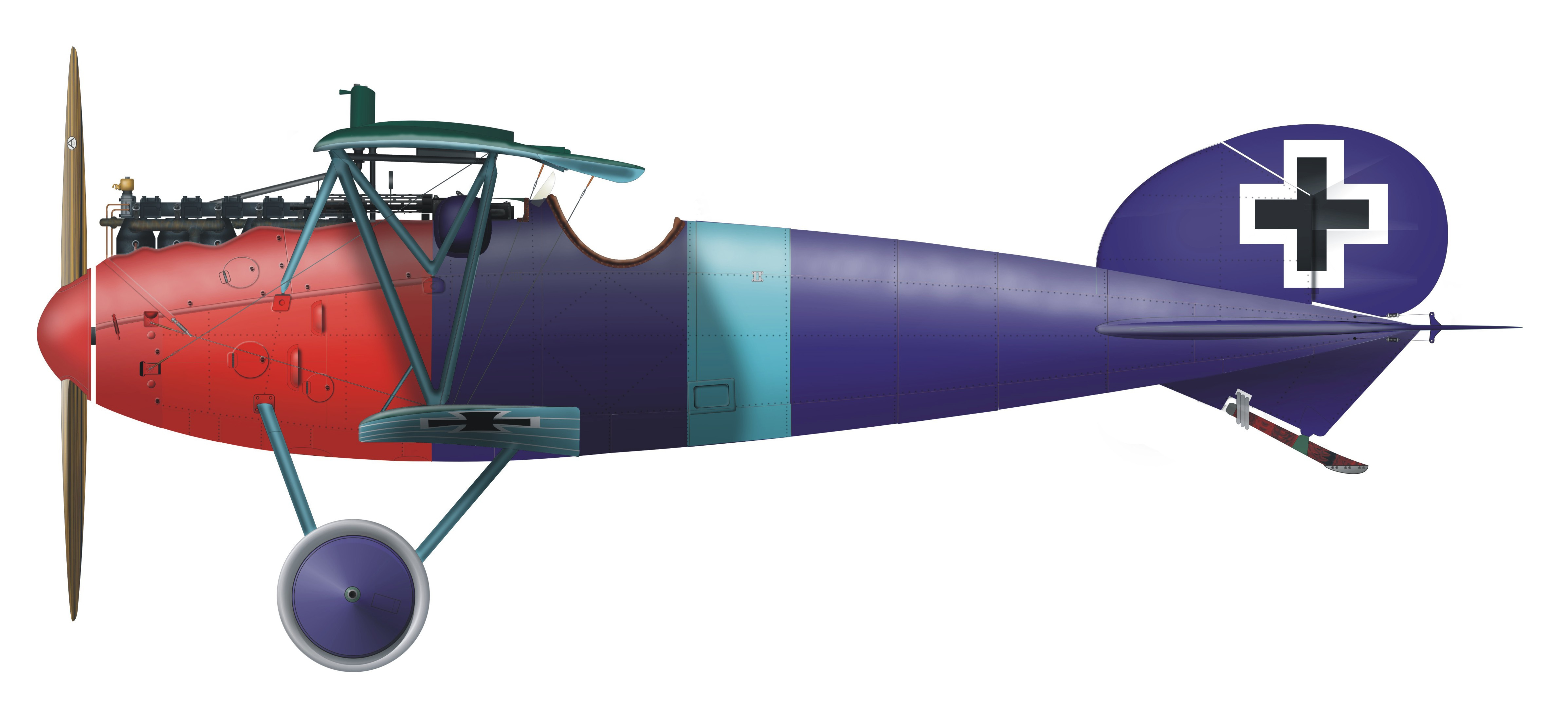
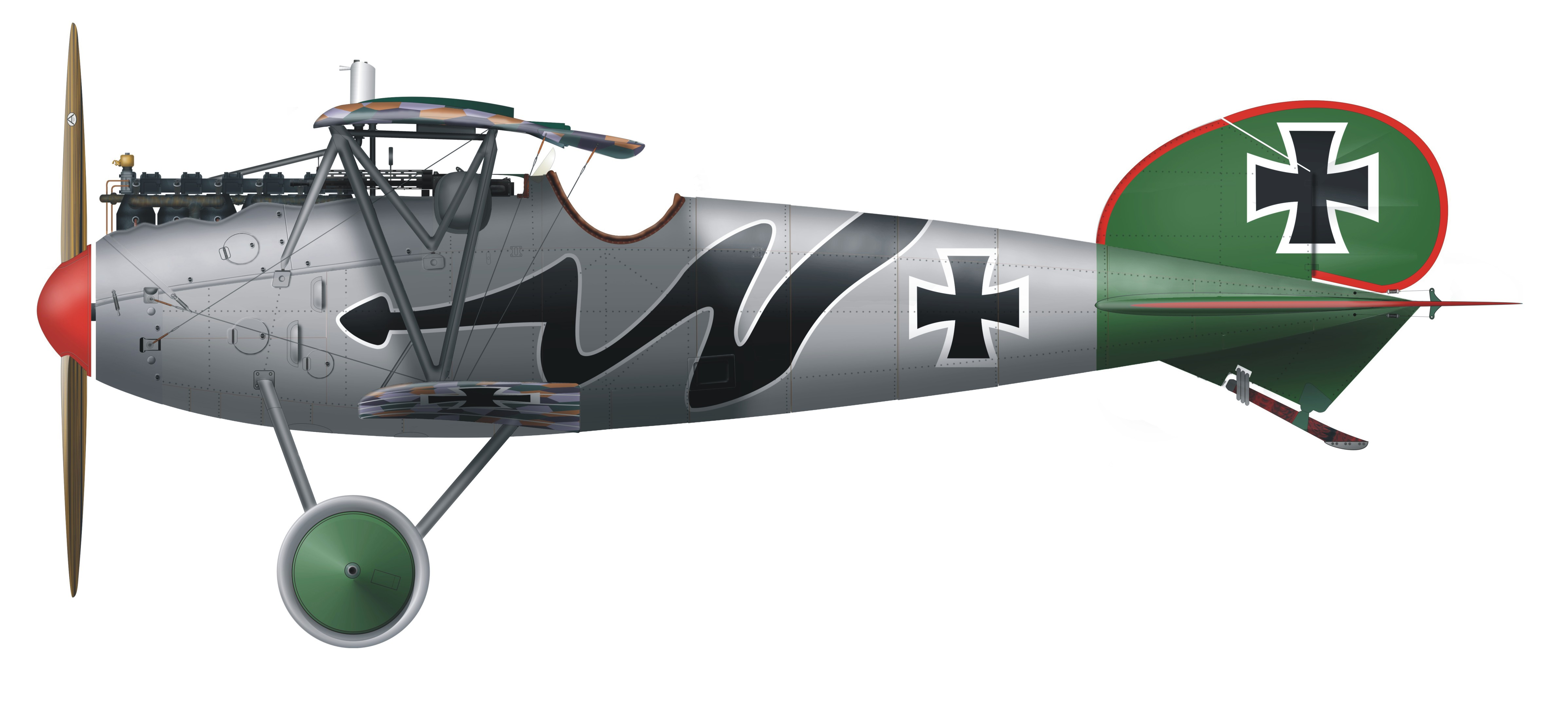
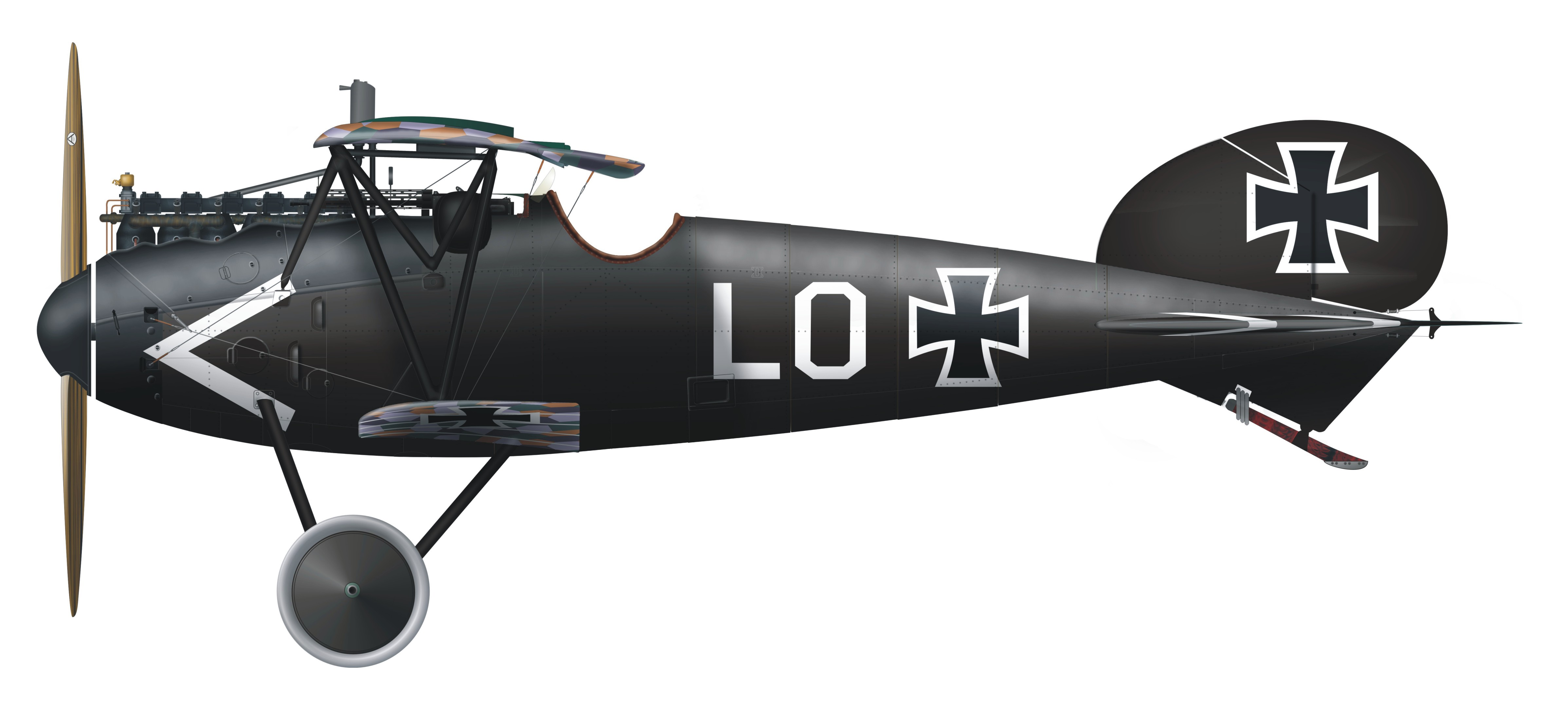
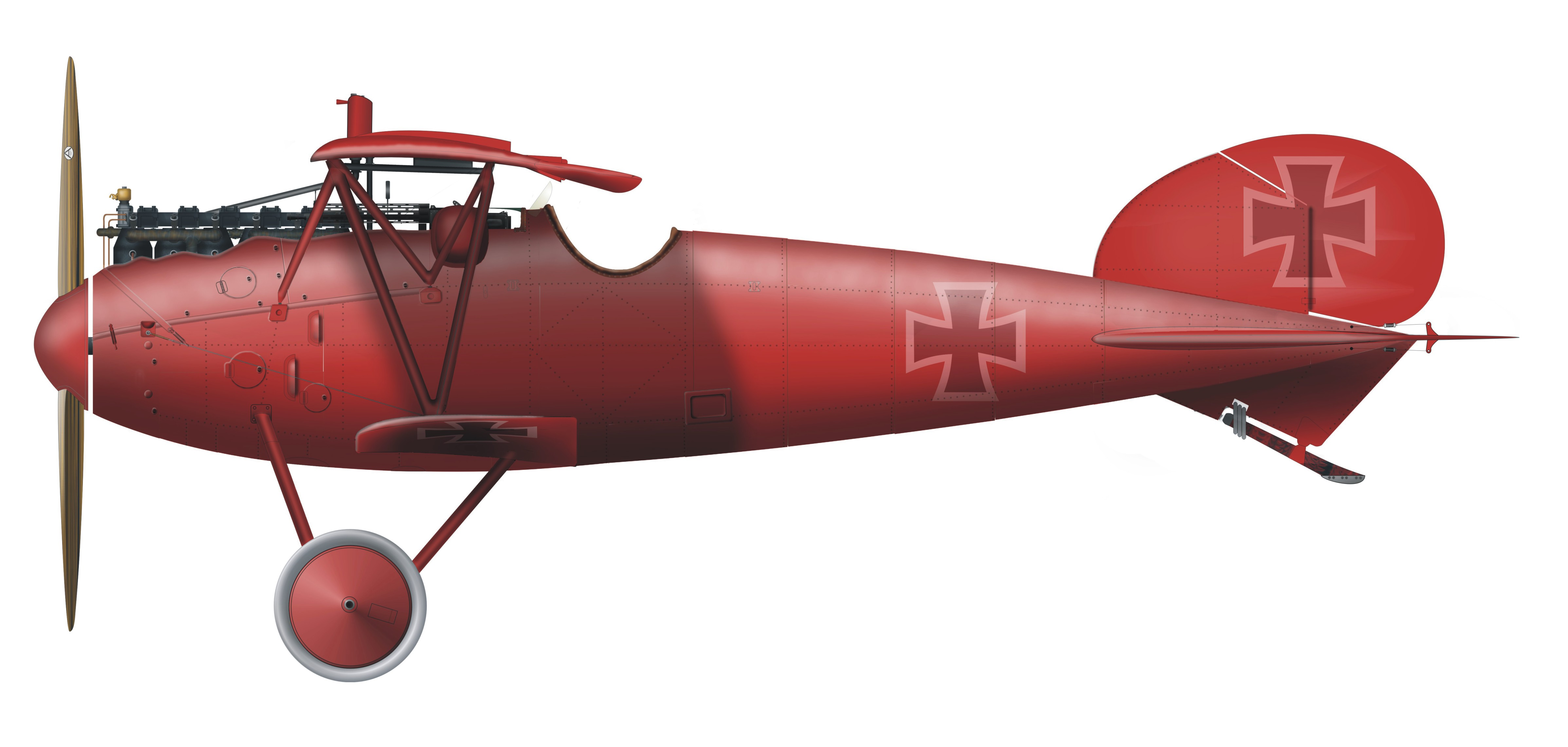
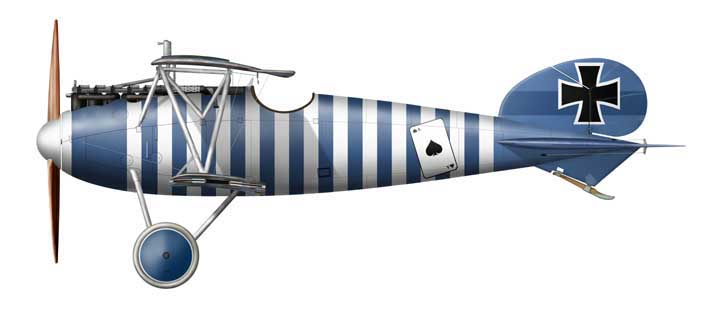